# Abuta convexa
Abuta convexa är en tvåhjärtbladig växtart som först beskrevs av Vell., och fick sitt nu gällande namn av Friedrich Ludwig Diels. Abuta convexa ingår i släktet Abuta och familjen Menispermaceae. Inga underarter finns listade i Catalogue of Life.